# MSD (Moskau)
Die MSD (МСД, russisch Московский скоростной диаметр ‚Moskowskij skorostnoi diametr‘, deutsch Moskauer Hochgeschwindigkeits-Durchmesser‘) ist die Bezeichnung der Stadtautobahn in Moskau. Sie ist als Schnellstraße ausgeschildert und besteht zusammen mit der Nordöstliche- und der Südöstliche Sekante. Die Schnellstraße ist auch Teil des Moskauer Sekantenrings. Die MSD wurde mit der Anbindung an die Autobahn M2 Krym am 5. September 2024 komplett fertiggestellt.